# 瓦尔瓦罗夫卡村委员会
瓦尔瓦罗夫卡村委员会（俄语：Варваровский сельсовет）是俄罗斯联邦阿穆尔州十月区所属的一个村委员会。其下辖有1个居民点，行政中心为瓦尔瓦罗夫卡。据2016年统计，该村委员会的人口为2562人。